# 戴维·赫尔利
戴维·约翰·赫尔利，AC，DSC，FTSE（英語：List of fellows of the Australian Academy of Technological Sciences and Engineering，1953年8月26日－），澳大利亚前陸軍軍官、政治人士。前澳大利亚总督。曾担任新南威爾斯州州督。
2014年退役後，在時任新南威爾斯州長邁克·貝爾德的推薦下，获澳洲君主伊丽莎白二世任命為新南威爾斯州州督，以接替已任職十餘年的瑪麗·巴希爾女爵士。2018年12月，在澳洲總理斯科特·莫里遜的推薦下，女王任命赫尔利在彼得·科斯格罗夫爵士退休后接任澳洲總督一職。2019年7月1日，赫尔利正式宣誓，值得一提的是他宣誓就職後第一句話，是以原住民的語言（Ngunnawal）説出的。